# Horno para calentar los mares
Horno para calentar los mares es el segundo álbum de estudio del dúo argentino Illya Kuryaki and the Valderramas, fue grabado en 1993 y contó con un nuevo sello discográfico (PolyGram). Es el disco musicalmente más duro que hicieron, el que les permitió salir a tocar en vivo, pero por supuesto no dejaron de lado las baladas características. Empezaron a grabar instrumentos ellos mismos, Dante guitarras y Emmanuel bajos, contó con la participación de Tweety González.
Fue menos exitoso que el primero a pesar de ser más rico musicalmente (notándose la evolución en el sonido) y de tener varios temas de gran rotación, como "No way Jose" y "Virgen de Riña". Debido a una decisión de la compañía discográfica, quien no vendiera más de 20 000 discos había que rescindirle el contrato. Horno vendió cerca de 15 000 y se quedaron sin sello. Con los ahorros que tenían se metieron de lleno a grabar lo que sería su disco más exitoso (Chaco).

## Lista de canciones
1. Horno para calentar los mares (0.24)
2. Van a ver (3.32)
3. Uritorco (2.35)
4. Tal vez (3.18)
5. Mi Chevy y mis franciscanas (3.17)
6. Algo huele mal (3.10)
7. Vela el sol (5.28)
8. Amor malvón (3.54)
9. No way José (3.25)
10. Virgen de riña (4.15)
11. Abbey Road (3.57)
12. Oscura (3.31)
13. Visión febril (0.41)
14. Pasión confusa (3.50)
15. Como crece la lengua en los salones (3.24)
16. Cazar toreros (3.36)
17. Virgen de riña (Bonus Acústico) (4.08)

## Miembros
- Emmanuel Horvilleur (voz, bajo, programación, sampleo)
- Dante Spinetta (voz, guitarras, programación)

### Músicos invitados
- Gabriel Albizurl (guitarras)
- Fernando Nale (bajo)
- Sergio Verdinelli (batería)
- Tweety González (programación, loops, bajo Synthy, saxorgan, órgano Hammond)
- Nico Cota (bajo, percusión, risas, batería, clavinete, pandereta monitora)
- Los Muñones Latinos (percusión)
- Oduro Wetnisale Leujalet (ellos)
- Carlos Villavicencio (arreglo y dirección de cuerdas)
- Fito Paez (plano, clavinetes, órgano)
- Dee Jay Claudio Cardone (ruidos)
- Nico Lovi (solo de guitarra en tema 15)
- Javier Malosetti (bajos, guitarra, programación)
- Walter Malosetti (solo de guitarra en tema 16)

## Ficha técnica
- Grabación: grabado y mezclado en el Estudio Supersónico entre mayo y junio de 1993
- Ingeniero de grabación y mezcla: Mariano López
- Asistente de estudio: Eduardo "Barakus" Lencenella, Juan Maggi
- Producción: Tweety González e I.K.V.
- Coordinación ejecutiva: Tweety González
- Edición y compaginación: Andrés Mayo
- Lider espiritual: La Estufa
- Producción ejecutiva: Pelo Aprile
- Dirección artística: Dante Spinetta, Emmanuel Horvilleur
- Fotografía: Eduardo Martí
- Collages: Mercedes Villar (Amor Malvón: Emmanuel Horvilleur)
- Diseño de cubierta: (DIN-A) Mariela Szejnblum